# Heinz Grill
Heinz Grill (* 7. November 1909 in Wien; † 14. Mai 1983 ebenda) war ein österreichischer Historiker, Archivar, Schriftsteller und Karl-May-Experte. Als Autor verwendete er auch die Pseudonyme Hans Steinburg und Heinz Wolfhart. Zugleich gilt Heinz Grill als Verursacher eines der größten Archivskandale des 20. Jahrhunderts.

## Werdegang
Heinz Grill war Sohn eines Beamten des Wiener Bundeskanzleramts. Er absolvierte ein Geschichtsstudium durch Besuch des 37. Kurses des Instituts für Österreichische Geschichtsforschung 1929–1931. Seit 1934 arbeitete er im Archiv des Innern und der Justiz. 1936 wurde er mit einer geschichtlichen Doktorarbeit promoviert. 1941 wurde er zum Wehrdienst eingezogen, den er ab 1942 aus gesundheitlichen Gründen in Wien ableisten durfte. Als politisch Unbelasteter kam er 1946 an das Haus-, Hof- und Staatsarchiv. In demselben Jahr konnte er, nach dem Tod seiner ihn völlig gegen das Leben abschirmenden Mutter, endlich heiraten. Am Haus-, Hof- und Staatsarchiv stieg Grill bis 1951 zum Staatsarchivar I. Klasse und sogar zum stellvertretenden Leiter auf.

## Archivskandal („Die Affäre Grill“)
Grill war als Archivar nicht sehr gut bezahlt; sein Monatseinkommen von 1200 Schilling entsprach dem eines Bauhilfsarbeiters, während er monatliche Ausgaben von 3000 Schilling hatte. Das Geld wurde u. a. für die Sanierung von Bombenschäden an der eigenen Wohnung, für die finanziellen Ansprüche seiner Frau und seiner Schwiegermutter, für Kleidung, Theaterbesuche, Sommerurlaube und Privatärzte  benötigt. Daher verfiel Heinz Grill seit dem Sommer 1948 darauf, zunächst goldene, dann auch silberne Siegelkapseln und -deckel von Urkunden aus dem Haus-, Hof- und Staatsarchiv zu stehlen und an Juweliere und Metallhändler zu verkaufen. Die in den Kapseln befindlichen Wachssiegel wurden dabei teilweise zerstört; in einigen Fällen entwendete Grill auch Gold- und Silberbullen, die durch ihren Weiterverkauf als Rohmaterial ebenfalls zerstört wurden. Durch insgesamt etwa 400 gestohlene Einzelstücke konnte Grill ca. 1 kg Gold und bis zu 185 kg Silber zu Geld machen. Hinzu kam, dass Grill mindestens elf besonders wertvolle Goldsiegelurkunden aus dem Archiv nach Hause geschmuggelt hatte, um dort die Goldbullen zu entfernen. Dann hatte er die Urkunden zunächst vergessen, bevor er sie jedoch 1951 in plötzlicher Angst vor einer Hausdurchsuchung verbrannte, so dass er also nicht nur Siegel, sondern auch einzelne Urkunden vernichtete.
Neben diesen Diebstählen hatte sich Grill weitere Unkorrektheiten zu Schulden kommen lassen: Seinem Vetter, dem pensionierten Archivar Friedrich Wilhelm Antonius, hatte er sensibles, für die Archivbenutzung noch gesperrtes Aktenmaterial aus der Zwischenkriegszeit zukommen lassen. Außerdem hatte Grill über 400 Bände aus verschiedenen Bibliotheken unerlaubt mit nach Hause genommen. Dabei hatte er aus wertvollen Bibliothekswerken Abbildungen für seine familiengeschichtliche (Porträt-)sammlung herausgeschnitten und die Bücher dadurch teilweise zerstört. Im Laufe des Jahres 1951 begann man im Haus-, Hof- und Staatsarchiv gegen Grill Verdacht zu schöpfen. Am 17. September 1951 wurde Grill von der Polizei in seinem Dienstzimmer verhaftet. Am 23. Juni 1952 begann die von erheblichem Medieninteresse begleitete Hauptverhandlung gegen Grill vor dem Landgericht Wien.
Die Einschätzung von Grills Charakter gab während des Prozesses Rätsel auf. Zeugen beschrieben ihn als ausgesprochen liebenswert, ausgeglichen und durchaus bedürfnislos, andererseits aber auch als unpünktlich, faul, verträumt und etwas eigenbrötlerisch. Sachverständige bescheinigten Grill, dass er zwar durchaus psychopathisch und von pathologischer Sammelleidenschaft besessen war, aber andererseits nicht geisteskrank oder schuldunfähig. Grill zeigte sich schuldeinsichtig und bezeichnete sich als unkorrekten Beamten und als untauglich; der laufende Kontakt mit wertvollem Kulturgut habe ihn abgestumpft und ihn keinerlei Ehrfurcht mehr empfinden lassen. Bei der Urteilsverkündigung am 28. Juni 1952 wurde Grill zu sieben Jahren Kerker verurteilt. Der Kunstmaler Rudolf Hausner, der Grill mit der Verhehlung des gestohlenen Edelmetalls geholfen hatte, wurde zu zwei Jahren Kerker verurteilt. Grills Beschwerde gegen die Höhe der Haftstrafe wurde vom Obersten Gerichtshof im Dezember 1952 zurückgewiesen.

## Der Karl-May-Experte
Schon als Schüler hatte sich Grill intensiv mit Karl May beschäftigt und am 2. April 1922 einen Vortrag zu dessen zehntem Todestag gehalten. 1943 plante er zusammen mit dem Karl-May-Kenner Ludwig Patsch ein Karl-May-Lexikon, doch zerschlug sich dieser Plan. 1949 arbeitete er am Ausstellungsführer für die Karl-May-Ausstellung im Wiener Museum für Völkerkunde mit.
Seit 1947 plante Grill, für die ersten beiden Bände von Karls Mays Silberlöwen-Zyklus (Gesammelte Werke 26/27) eine Fortsetzung zu schreiben. Zwar existiert eine solche auch von Karl May selbst (GW 28/29), diese ist jedoch im Stil seines symbolischen und verschlüsselt autobiografischen Alterswerkes gehalten, was zu einem inneren Bruch in der Romanreihe führte. Grill verfolgte daher das Ziel, einen Abschlussband für den Silberlöwen-Zyklus im alten, nichtsymbolischen Stil der klassischen Abenteuererzählungen Karl Mays zu schreiben. Ein erster Versuch dieser Art war bereits in den 1930er Jahren von Otto Eicke unternommen worden, hatte aber den Karl-May-Verlag nicht überzeugen können. Grill konnte indessen sein Manuskript, betitelt Die Schatten des Schah-in-Schah, im September 1950 an den Karl-May-Verlag verkaufen, der es erst jüngst, im April 2006, veröffentlichte. Grill schrieb selbst 1947 über seinen Roman an Ludwig Patsch: „Karl Mays in seinen besten Zeiten flotter Stil, seine belebenden Dialoge, sein kindlicher Humor müssen ebenso treu nachgebildet werden wie seine christliche Grundeinstellung zu allen Problemen des Lebens“. Rezensionen zufolge ist dies Grill in seiner alternativen Karl-May-Fortsetzung tatsächlich gut gelungen; hinzu kommt, dass Grill für seinen Roman genau in historischen Quellen recherchiert hat.
Weiter reichte Heinz Grill für eine mögliche Fortsetzung der 1933 eingestellten Karl-May-Jahrbücher mehrfach Manuskripte beim Karl-May-Verlag ein, die bis heute unveröffentlicht geblieben sind: dazu gehören ein Beitrag über die Tiergestalten in Karl Mays Spätwerk (Der Smihk und das Karlinchen, 1934), weitere über Mays Gestalt des Hobble-Frank sowie Mays frühe Dorfgeschichten und Dessauer-Anekdoten (1938), eine Arbeit über das frühe May-Manuskript Mensch und Teufel (1939) sowie ein Aufsatz über Karl Mays Spätwerkphilosophie (Rast auf dem Wege nach Dschinnistan, um 1938).

## Die Haft und das Leben danach
Heinz Grill wurde im Mai 1953, knapp ein Jahr nach dem Schuldspruch, der Doktorgrad aberkannt. Nach mehrfachen Gnadengesuchen wurde er im Dezember 1955 aus der Haft entlassen. Der von Grill wiedergutzumachende materielle Schaden (der kunsthistorische war gar nicht zu beziffern) wurde 1955 auf 500.000 Schilling festgesetzt (nicht mitgerechnet die 8000 Schilling, auf die der Wert von Grills 2000 Bände umfassender Privatbibliothek veranschlagt wurde, die man bereits in das Haus-, Hof und Staatsarchiv gebracht hatte). Über viele Jahre nach seiner Haftentlassung fand er jedoch keine feste Stelle und war deshalb zu einer Abzahlung gar nicht in der Lage. Dafür betätigte sich Grill als freier Schriftsteller und veröffentlichte, teilweise unter dem Pseudonym Heinz Wolfhart, populärwissenschaftliche historische Bücher (siehe unten unter „Werke“). Als Karl-May-Experte scheint er dagegen nicht mehr tätig geworden zu sein; nach 1952 ist keine Korrespondenz zwischen ihm und dem Karl-May-Verlag mehr zu belegen.
Im Jahr 2009 kaufte die Wienbibliothek im Rathaus einen Teilnachlass von Heinz Grill aus Familienbesitz an.

## Veröffentlichte Werke
Unter dem Namen Heinz Grill:
- Die familiengeschichtlichen Quellen des Haus-, Hof- und Staatsarchivs. In: Jahrbuch Adler 3/2 (1947–1950), S. 19–24.
- Karl May und der Rassenwahn. In: Karl-May-Ausstellung des Museums für Völkerkunde in Wien (1. April 1949 bis 30. September 1949), Wien: Selbstverlag des Museums für Völkerkunde, 1949.
- Die ältesten „Turcica“ des Haus-, Hof- und Staatsarchivs. In: Mitteilungen des Österreichischen Staatsarchivs (MÖStA) 3 (1950), S. 127–142.
- Die Babenberger: 270 Jahre Babenberger in Österreich. Innsbruck, Wien, München: Tyrolia, 1977. 128 S. ISBN 3-7022-1262-0
- Maximilian I. und seine Zeit. Innsbruck: Tyrolia, 1977. 152 S. ISBN 3-7022-1285-X.
- Die Schatten des Schah-In-Schah. Alternative Fortführung von Karl Mays Reiseerzählung „Im Reiche des silbernen Löwen“. Radebeul: Karl-May-Verlag, 2006. 510 S. ISBN 3-7802-0176-3, 3. Auflage 2019: ISBN 978-3-7802-0176-8.

Unter dem Pseudonym Hans Steinburg:
- Der Wüstenreiter. Eine abenteuerliche Erzählung aus Arabien. Mit 11 Abb. von Ernst Schrom. Wien, Heidelberg: Ueberreuter 1950. 262 S. Nachdruck Gütersloh: Bertelsmann, 1970.

Unter dem Pseudonym Heinz Wolfhart:
- Philipp von Schwaben. Herrscher ohne Reich. Graz: Styria, 1962. 329 S.
- Don Juan de Austria. Der Sieger von Lepanto. Graz u. a.: Styria, 1965. 514 S.
- Die Welt der Ritterorden. Wien: Schroll 1978. 172 S.